# Gorafe
Gorafe ist ein Dorf und eine Gemeinde in Spanien in der Provinz Granada.
Versteckt in einem Tal zählt es zu den wenigen Orten, in denen viele Familien noch immer in den von den Mauren in die Berge und Hügel geschlagenen Wohnhöhlen wohnen. Rund um das Dorf findet sich eine große Ansammlung von Hünengräbern. In einem Umkreis von fünf Kilometer befinden sich im Parque megalitico de Gorafe 240 Megalithanlagen.

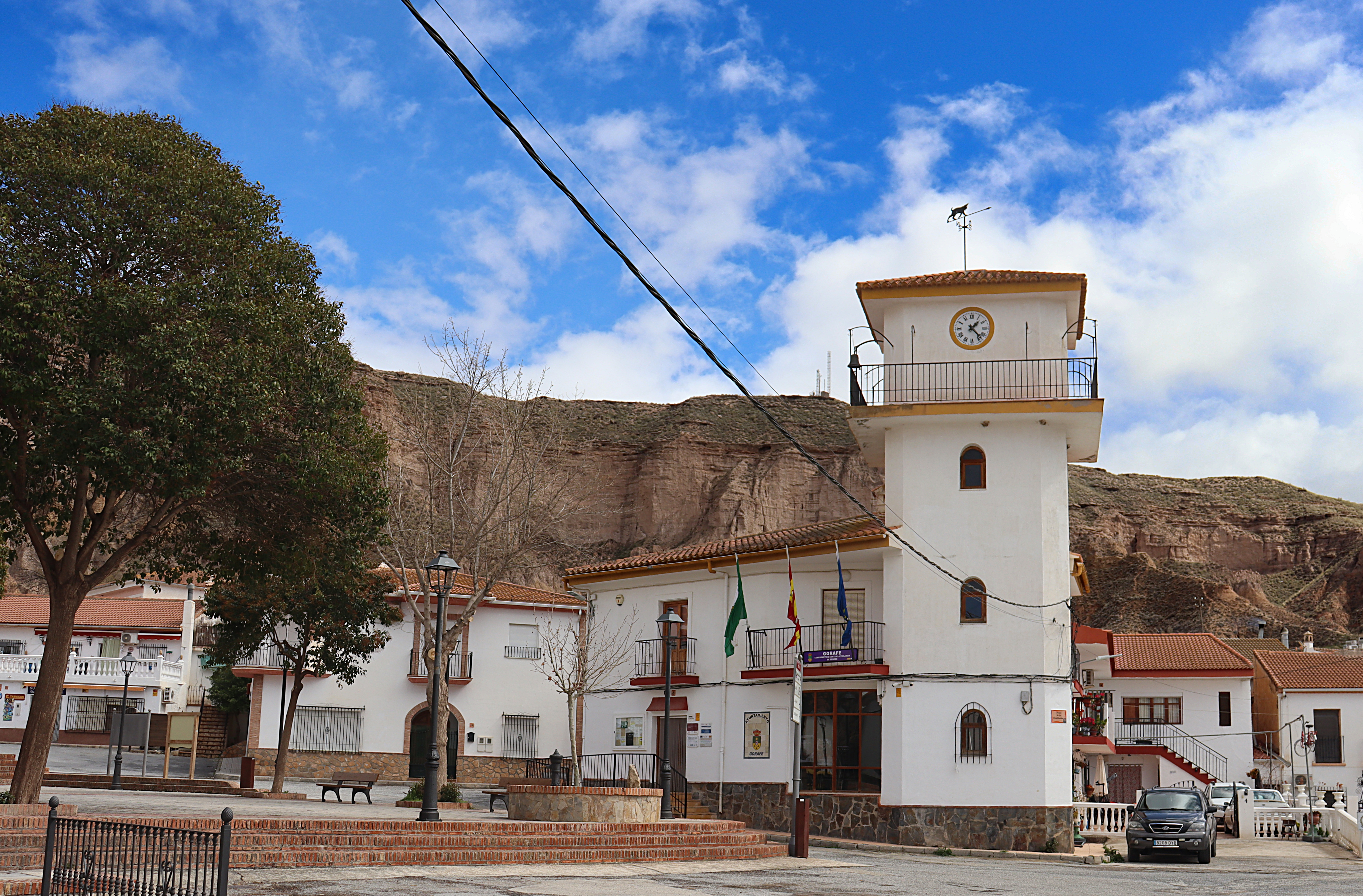
Das Rathaus am Plaza de la Constitución

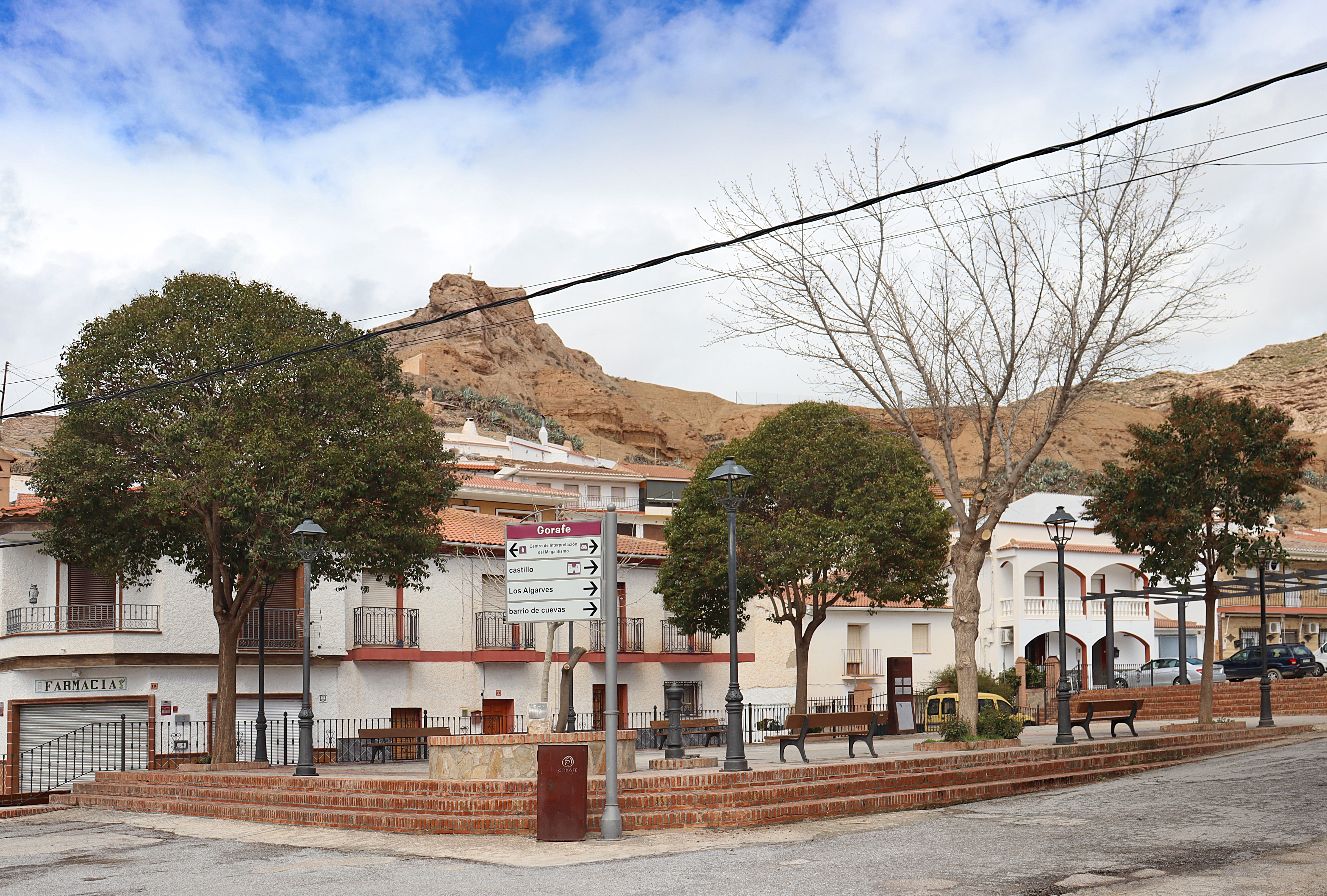
Der Plaza de la Constitución (Platz der Verfassung)